# عالم والت ديزني
عالم والت ديزني (أورلاندو، فلوريدا) هو أكبر منتجع ترفيهي في العالم، ويحتوي على حدائق ألعاب وحديقتان للألعاب المائية و 23 فندقا وعدد من المحال والمطاعم والمناطق الترفيهية المتنوعة وتمتلكه شركة والت ديزني للحدائق والمنتجعات أحد أذرع شركة والت ديزني العالمية، ويقع في جنوب غرب أورلاندو بولاية فلوريدا الأمريكية.
أفتتح في 1 أكتوبر 1971 ، حيث افتتحت أولا منتزة المملكة السحرية التي أصبحت شهيرة على مستوى العالم فيما بعد. ثم أضيف إليها لاحقا منتزه ألعاب إبكوت وأراد من فكرته ان يكون هذا المنتزه «نموذجا تجريبيا لمجتمع الغد» حيث يجمع بين التقدم العلمي وأشياء عن رحلات الفضاء وتعريف المجتمع الأمريكي والعالمي بالتقنيات الحديثة ؛ وكان افتتاحه في 1 أكتوبر 1982. ثم افتتحت بعد ذلك ديزني هوليوود استوديوهات وهي منتزه للترفيه للصغير والكبير في 1 مايو 1989 ؛ ويستعرض فيها الطرق الخداع التي يقوم بها مخرجو ومصورو السينما، ويلمس الزائرون كل هذه اللقطات من مشاهد سينمائية شهيرة تم تصويرها بالفعل، ويحسون بأنفسهم مشاهد فيضانات، وغرق سفن أو خروج قطار عن مساره وغير ذلك من وينفعلون بها كأنهم ركاب القطار وما غير ذلك . ثم افتتحت في 22 أبريل 1998 منتزه ديزني مملكة الحيوانات . كل تلك المنتزهات متجمعة في مدينة واحدة أورلاندو أو بالقرب منها جعلت من تلك المدينة مع مضي العقود أكبر مدينة سياحية في العالم.
يعمل في تلك المنتزهات 62.000 من العاملين 62,000.
قام نحو 48 مليون زائر من الولايات المتحدة ومن خارجها بزيارة تلك المنتزهات في عام 2004 ، وهي تحصل رسوما للدخول ليست قليلة، ولكن يتمتع في كل منها الصغار والكبار ويقضون فيها أوقاتا ممتعة . وقد وصل عدد زائريها حاليا إلى نحو 52 مليون زائر سنويا. ووهي المصدر الاقتصادي الرئيسي لأورلاندو.
بعض تلك المنتجعات أو المنتزهات يكفي قضاء يوما كاملا فيها والاستمتاع بما فيها، أما مملكة السحر فيفضل كثيرون زيارتها من 2- 3 أيام وحدها. الاستعدادات فيها على أكمل وجه سواء للصغار والكبار أو المعاقين .
أنشئت منتزهات في بلاد مختلفة من العالم نمط مملكة السحر ، فثل ديزني لاند باريس وديزني لاند طوكيو .

## يشمل عالم والت ديزني
المنتزهات الترفيهية في أورلاندو Walt Disney World Resort تشمل:
- مملكة السحر,
- ديزني هوليوود استوديوهات,
- إبكوت,
- ديزني مملكة الحيوانات.

لزيارة كل واحدة من تلك المنتجعات يحتاج ليوم كامل على الأقل. ورسوم الدخول لكل منها بمفرده ليست قليلة. يستمتع فيها الصغير والكبير، وهي مجهزة أيضا لاستقبال المعاقين وكبار السن.
كذلك جزء لا يتجزأ من عالم والت ديزني، ديزني لاند الموجود في كاليفورنيا بالقرب من لوس أجلوس وافتتح في عام 1955 ؛ وهو يعتبر الشكل الأصلي لمملكة السحر في فلوريدا. أنشئ منتزه مملكة السحر في فلوريدا في عام 1971.
وعلى نمط ديزني لاند كالفورنيا شيدت بعد ذلك ديزني لاند طوكيو ، وديزني لاند هونك كونغ ، و ديزني لاند باريس.

## وصلات خارجية
- الموقع الرسمي